# 拉切
拉切（斯洛維尼亞語： 發音：[ˈɾaːtʃɛ]），是斯洛維尼亞東北部拉切-弗拉姆市鎮的聚居地及行政中心。它位於馬里博爾南邊，德拉瓦河右岸平原邊緣的東波霍列山脈下方。當地是下施蒂里亞傳統地區的一部分，現在包含在波德拉夫統計區中。
拉切城堡是聚居地內的一座16世紀城堡。它建於1528年至1533年間，最初被護城河環繞。在17世紀，這座建築增建兩座圓塔和一座獻給內波穆克聖約翰的小教堂。另一邊的方塔建於1915年。

## 外部連結
- Rače at Geopedia （页面存档备份，存于）